# El viento que arrasa
El viento que arrasa es la primera novela de la escritora argentina Selva Almada, publicada en el año 2012 por la editorial Mardulce.
Situada en la provincia argentina del Chaco, narra la llegada del predicador evangelista Pearson y su hija, Leni, al taller del mecánico Brauer y su protegido adolescente, Tapioca, después de habérseles averiado su vehículo. La novela, tras su publicación, obtuvo una amplia recepción por parte de la crítica y los lectores y fue llamada «novela del año» por la Revista Ñ el mismo año de su publicación. En 2019, ganó el First Book Award de Edimburgo tras su traducción al inglés.

## Composición
En una entrevista para la plataforma digital de libros Ojo en Tinta, Almada comentó respecto a cómo le surgió la idea principal de la novela:

Cuando empecé a escribir la novela sólo sabía que habría una hija y un padre obligados a convivir en un auto, sin una casa, sin un lugar de pertenencia, yendo de un lado a otro, todo el tiempo. (...) Después aparecieron los personajes del mecánico y de Tapioca, como personajes dobles del pastor y su hija, pero también como otra manera de relacionarse.

## Recepción
Después de su publicación, El viento que arrasa fue elogiada tanto por la crítica como por el público y le valió a Almada el reconocimiento literario argentino. El año mismo de su edición, fue destacada por la Revista Ñ como «la novela del año». En 2019, después de su traducción al inglés, obtuvo el First Book Award de Edimburgo. La novela, además, fue reeditada en varias ocasiones y traducida a los idiomas francés, portugués, holandés y alemán, entre otros.
Isaac Rosa, en un artículo para El País, dijo que «El viento que arrasa es una obra madura, con un manejo hábil del registro oral y una sensorialidad descriptiva alejada de aquel minimalismo expresivo tan corriente en los últimos años». Por su parte, la ensayista Beatriz Sarlo dijo para el diario Perfil que el texto «es una novela de hoy que elige de modo original dentro de la lengua, sin grandes gestos ni anuncios, solo porque está contando otra cosa». El jurado del First Book Award de Edimburgo calificó a la novela como «un libro exquisitamente diseñado» que proporciona «una experiencia profunda, poética y tangible del paisaje».
En 2022, a diez años de su publicación, el periodista Diego De Angelis escribiendo para Clarín la consideró «un best-séller literario sorpresa del año 2012» y la llamó «una ficción contundente, escrita con sobriedad y eficacia, situada en una zona hasta ese momento poco transitada por la narrativa vernácula: una pequeña localidad rural de la provincia del Chaco».

### Adaptaciones
En el año 2016, se estrenó una ópera basada en la novela a cargo de Beatriz Catani y Luis Menacho. En 2021, la directora argentina Paula Hernández anunció que dirigiría una adaptación del texto. La versión cinematográfica, titulada El viento que arrasa, fue seleccionada para estrenarse a nivel mundial en el Festival Internacional de Cine de Toronto de 2023 y tuvo estreno en noviembre de ese año en el Festival de Cine de Mar del Plata.